# Timrå
Timrå é uma cidade da região de Norlândia, na província da Medelpad, no condado da Västernorrland, e comuna de Timrå, onde é capital. Possui 9,87 quilômetros quadrados e segundo censo de 2018, havia 10 547 residentes.

## Etimologia
O nome geográfico Timrå deriva das palavra timmer (madeira/carpintaria) e radh (povoado ou pequeno pântano) em sueco antigo.
A cidade está mencionada como Timmeradh em 1513.